# Кошицкая детская железная дорога

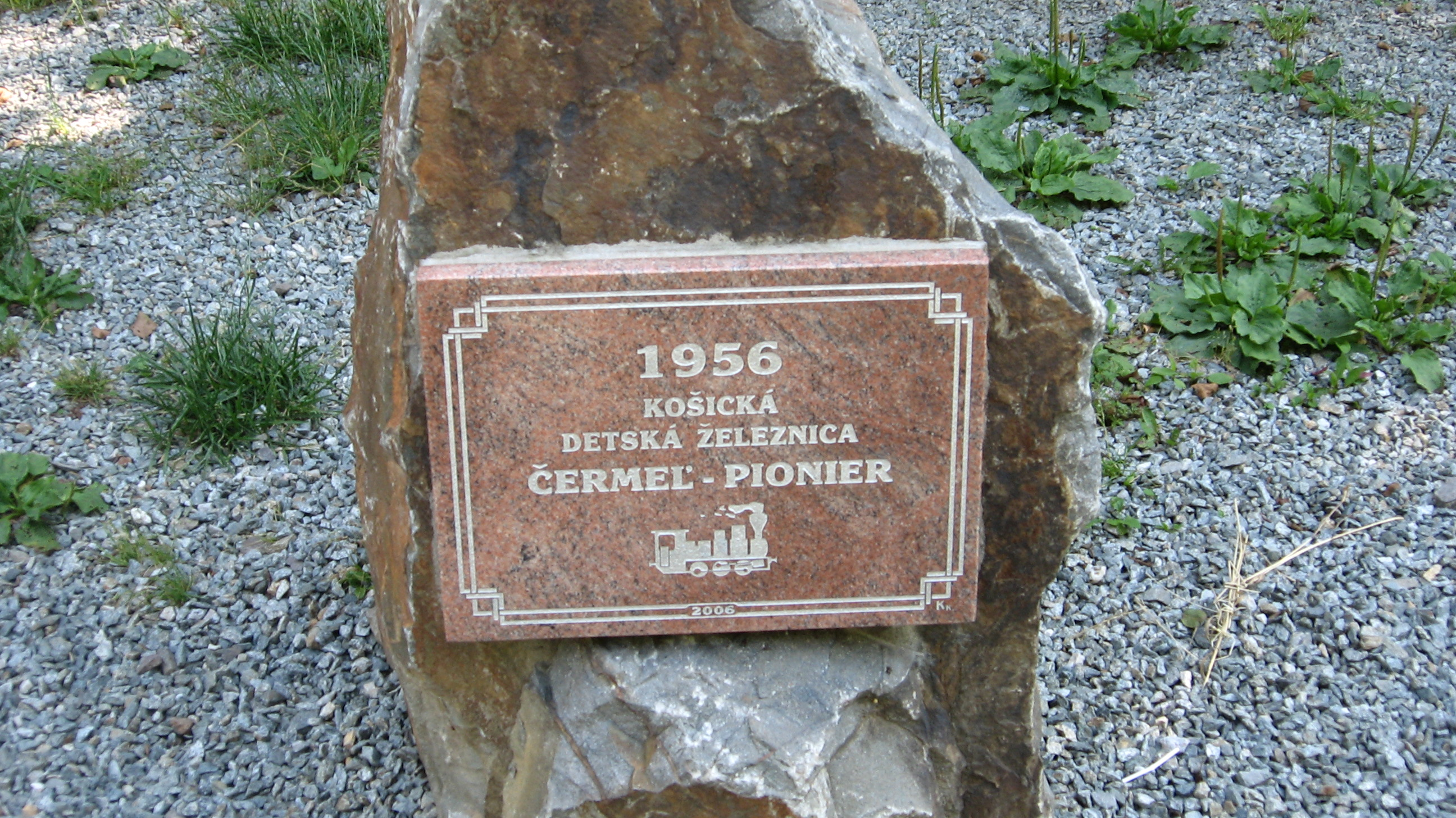
Мемориальная доска в честь открытия Кошицкой ДЖД

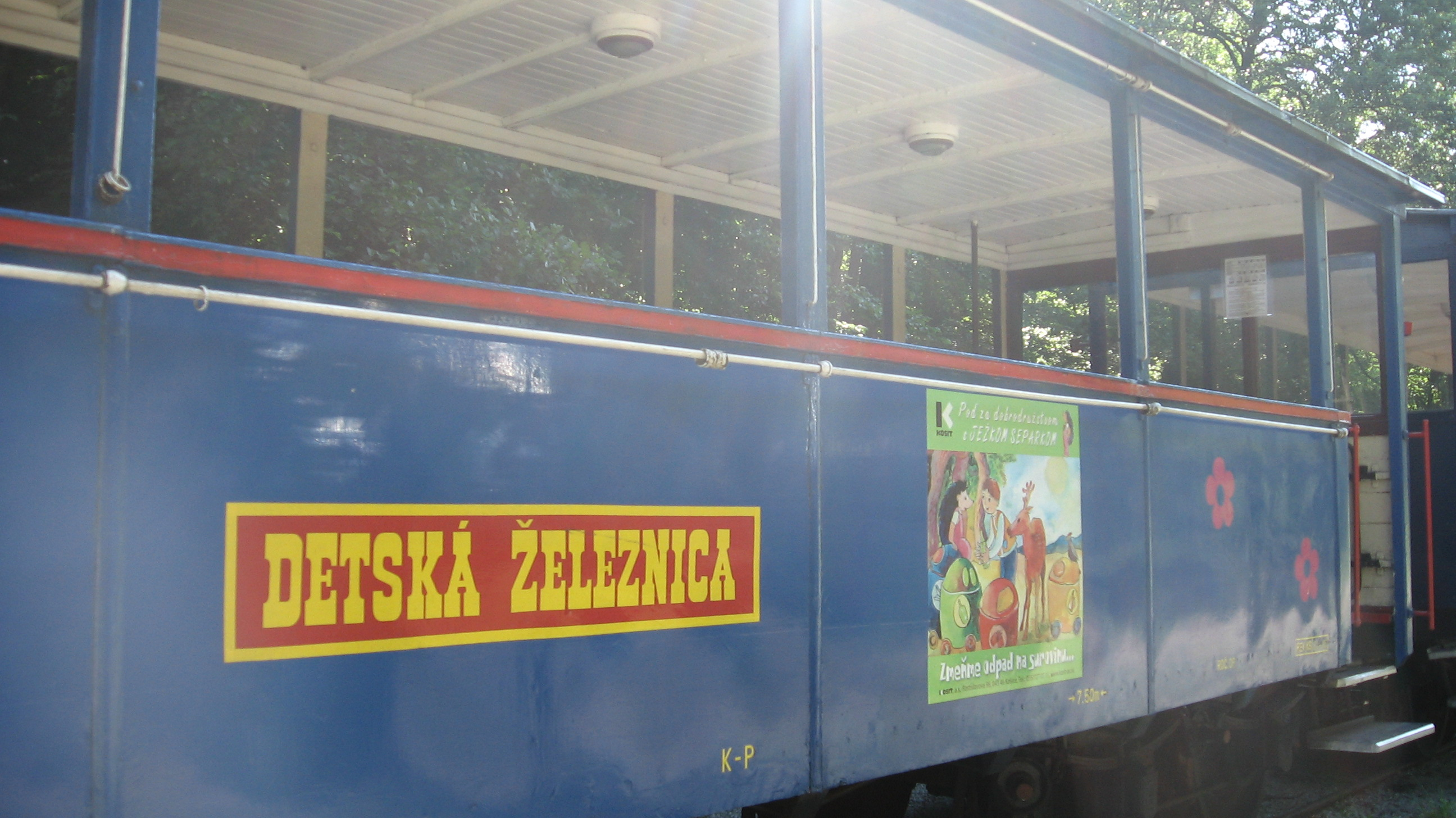
Открытый вагон Кошицкой ДЖД

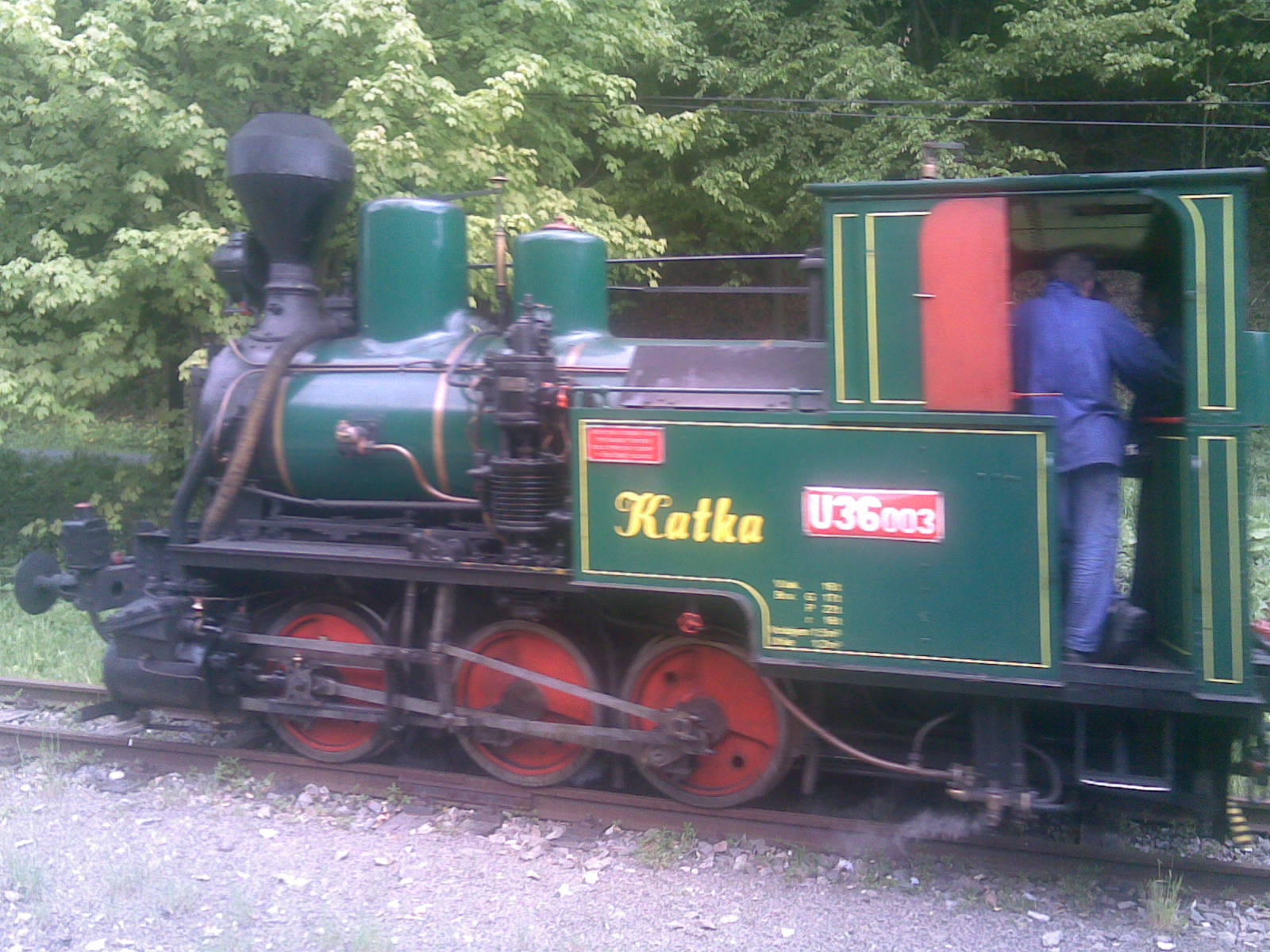
Танк-паровоз серии U36.003 (производства 1884 года) Кошицкой ДЖД

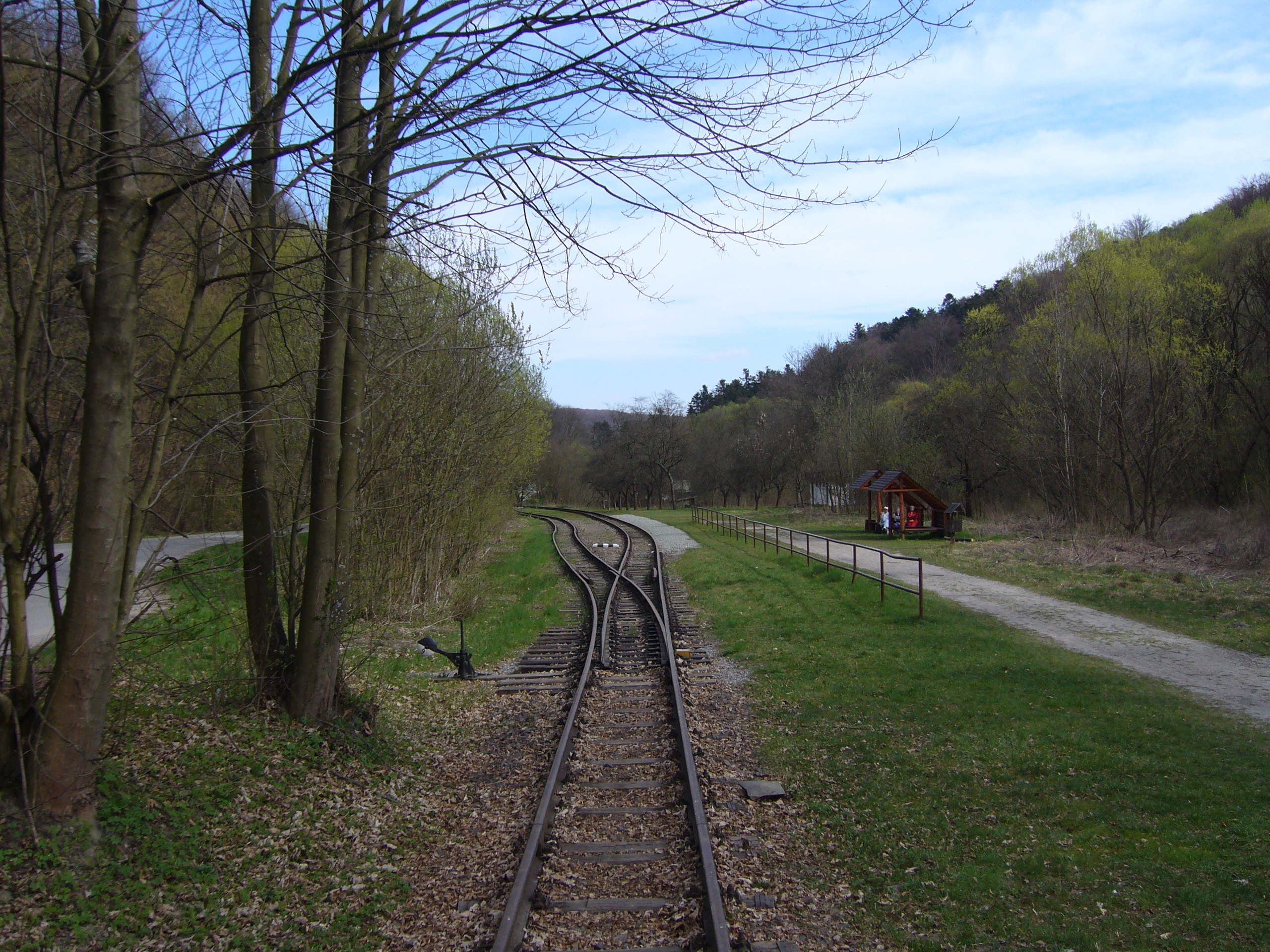
Станция в селе Альпинка

| Кошицкая детская (пионерская/молодёжная) железная дорога (словац. Košická detská (pionýrská/mládežnická) železnica), а также Чермельская железная дорога (словац. Čermeľská železnica) — узкоколейная парковая дорога в г. Кошице, Словакия. Бывшая пионерская железная дорога. Открыта в 1956 году, ширина колеи 1000 мм. Единственная сохранившаяся из детских железных дорог Чехии и Словакии, причем и сейчас обслуживается детьми. Дорога расположена в Чермельской долине вдоль горной реки Чермель. Имеет две станции — Альпинка, Чермель и промежуточную платформу Впред, на которой поезд останавливается по требованию. Длина дороги — 4,2 км, есть планы по удлинению дороги ещё на 1 километр. Имеется 2 светофора и 3 семафора, но сейчас они не используются. Трассу дороги пересекает несколько ручьёв, для их пропуска имеются мосты и водопропускные трубы. Подвижной состав — танк-паровоз серии U36.003 производства 1884 года, тепловоз два тепловоза TU29.002 и TU29.003 производства ЧКД Прага, 3 открытых и 2 закрытых вагона, оформленные в старинном стиле, а также 2 служебных и 1 грузовой вагон-хоппер. Дорога была построена в 1955—1956 году при поддержке транспортного предприятия Кошице и управления железных дорог Чехословакии. Первоначально её обслуживали дети. В 1973-75 годах движение поездов не осуществлялось. В 1986-87 годах дорога была реконструирована. С падением соцстроя в 1990 году дорога перестала быть детской в полном смысле этого слова и её обслуживали взрослые. В 1993-96 годах также движение поездов не осуществлялось из-за поломки паровоза. Однако с 2011 года дорога снова обслуживается детьми, на дороге продолжают функционировать кружки, продолжается обновление подвижного состава. В настоящее время дорога работает с начала мая до конца августа. |